# Sistema di coordinate
Si definisce sistema di coordinate un sistema di riferimento basato su coordinate, le quali individuano la posizione di un oggetto in qualche spazio. A seconda del numero di coordinate usate, si può parlare di:
- sistema di riferimento unidimensionale o monodimensionale;
- sistemi di riferimento bidimensionale;
- sistemi di riferimento tridimensionale.

## Sistema unidimensionale
Il sistema di riferimento unidimensionale ideato da Cartesio è costituito da una retta, sulla quale un oggetto, di solito un punto, è vincolato a muoversi. Su questa retta si fissa un'origine, che è consuetudine indicare con {\displaystyle O}, un verso di percorrenza ed un'unità di misura delle lunghezze.
È possibile individuare un punto sulla retta in base ad un numero reale, che individua la distanza dall'origine nell'unità di misura scelta, positiva se concorde con il verso di percorrenza scelto e negativa altrimenti, del punto. Tale numero è detto coordinata, e per indicare genericamente tale coordinata si usa la lettera {\displaystyle x}. La retta su cui si è fissato origine, verso di percorrenza e unità di misura è detta ascissa.
Quando un punto, anziché su una retta, è vincolato a muoversi su una curva è possibile scegliere anche su quest'ultima un'origine, un verso di percorrenza ed un'unità di misura, ma in tal caso si parlerà di ascissa curvilinea. La distanza con segno del punto dall'origine è la coordinata curvilinea del punto.

## Sistemi bidimensionali

### Sistema affine
Uno dei sistemi di riferimento bidimensionale è costituito da una coppia di rette incidenti. Tali rette sono indicate, in genere, con {\displaystyle X} e {\displaystyle Y}, ed il loro punto di intersezione è l'origine per entrambe le rette. Su ciascuna retta si fissa un verso di percorrenza ed un'unità di misura che in genere è uguale per entrambe le rette, ma per esigenze particolari può benissimo essere diversa per ciascuna retta. La posizione di un punto vincolato a muoversi su un piano può essere individuata da una coppia di valori reali, genericamente indicati con le lettere {\displaystyle x} e {\displaystyle y}. Si indica con {\displaystyle x} il numero reale che individua la distanza dall'asse {\displaystyle Y} del punto, misurata parallelamente all'asse {\displaystyle X} nell'unità di misura scelta per quest'ultimo; con {\displaystyle y} il numero reale che individua la distanza dall'asse {\displaystyle X} del punto, misurata parallelamente all'asse {\displaystyle Y} nell'unità di misura scelta per quest'ultimo. La coppia di coordinate che individua il punto si indica scrivendo {\displaystyle (x,y)} oppure {\displaystyle \langle x,y\rangle }.
Quando gli assi {\displaystyle X} e {\displaystyle Y} sono fra loro ortogonali tale sistema di riferimento si dice ortogonale. Se gli assi sono tra loro ortogonali e l'unità di misura di entrambi è la stessa tale sistema di riferimento si dice ortonormale o cartesiano, in onore del matematico francese Cartesio che lo riprese in età moderna, dopo che era già stato introdotto, nel Medioevo, da Nicola d'Oresme. In tal caso l'asse {\displaystyle X}, orizzontale, prende il nome di asse delle ascisse, e l'asse {\displaystyle Y}, verticale, prende il nome di asse delle ordinate. Nelle opere di Oresme, erano, rispettivamente, longitudo e latitudo.

### Sistema polare
Un sistema di riferimento polare è formato da due coordinate indicate con le lettere {\displaystyle \rho } e {\displaystyle \phi }. Con {\displaystyle \rho } si indica la distanza del punto considerato dall'origine del sistema; in pratica se consideriamo il vettore {\displaystyle {\vec {\rho }}} che congiunge l'origine degli assi con il nostro punto, {\displaystyle \rho } ne indica il modulo. Con {\displaystyle \phi }, invece, ci si riferisce all'angolo o anomalia che si forma tra il vettore {\displaystyle {\vec {\rho }}} considerato prima, e il verso positivo dell'asse {\displaystyle X} di un normale sistema ortogonale. Dunque, {\displaystyle \rho } è il raggio e {\displaystyle \phi } un angolo orientato.
Per passare dalle coordinate polari alle cartesiane si usano le seguenti formule:
{\displaystyle x=\rho \cos \phi }
{\displaystyle y=\rho \sin \phi }
e per passare da quelle cartesiane a quelle polari
{\displaystyle \rho ={\sqrt {x^{2}+y^{2}}}={\sqrt {\rho ^{2}[\sin ^{2}(\phi )+\cos ^{2}(\phi )]}}}
{\displaystyle \phi \ =\arctan \left({\frac {y}{x}}\right)=\arccos \left({\frac {x}{\rho \ }}\right)=\arcsin \left({\frac {y}{\rho \ }}\right)}
Si può trovare in molti casi la coordinata {\displaystyle \rho } denotata con la lettera {\displaystyle r}. Questo passaggio di coordinate è molto utile in alcune applicazioni della matematica come nella risoluzione degli integrali multipli su domini costituiti da corone circolari.

## Sistemi tridimensionali

### Sistema rettangolare (o cartesiano)
Il sistema di riferimento tridimensionale è costituito da tre rette non parallele, in genere indicate con {\displaystyle X}, {\displaystyle Y} e {\displaystyle Z}, passanti per un punto che è l'origine del sistema di riferimento. Per ciascuna di tali rette si sceglie un'unità di misura ed un verso di percorrenza. Le coordinate generiche di un punto nello spazio sono indicate con le lettere {\displaystyle x}, {\displaystyle y} e {\displaystyle z}. Si indica con {\displaystyle x} il numero reale che individua la distanza di un punto dal piano individuato dalle rette {\displaystyle Y} e {\displaystyle Z} misurata parallelamente all'asse {\displaystyle X} nell'unità di misura scelta per quest'ultimo asse. Si definiscono analogamente {\displaystyle y} e {\displaystyle z}. Le tre coordinate che individuano un punto nello spazio sono indicate con la simbologia {\displaystyle (x,y,z)}. Quando i tre assi sono fra loro ortogonali il sistema di riferimento si dice ortogonale o rettangolare.
Ciascuna delle tre rette è un asse cartesiano, e insieme formano la terna cartesiana.

### Sistema cilindrico
Il sistema cilindrico è la naturale espansione del sistema polare nelle tre dimensioni. In questo caso le coordinate sono {\displaystyle \rho }, {\displaystyle \phi } e {\displaystyle z}. Considerando un generico punto {\displaystyle P}, e la sua proiezione {\displaystyle Q} sul piano {\displaystyle xy}, la coordinata {\displaystyle z} indica la distanza {\displaystyle PQ}. Con {\displaystyle \rho } si denota la distanza dall'origine del punto {\displaystyle Q}, mentre {\displaystyle \phi } individua l'angolo che si forma tra il vettore {\displaystyle {\vec {\rho }}} e l'asse {\displaystyle x}.
Per passare dal sistema cilindrico a quello rettangolare:
{\displaystyle {\begin{aligned}x&=\rho \,\cos \phi \\y&=\rho \ \sin \phi \\z&=z\end{aligned}}}
e per passare alle coordinate cilindriche:
{\displaystyle {\begin{aligned}\rho &={\sqrt {x^{2}+y^{2}}}\\\phi &=\arctan \left({\frac {y}{x}}\right)=\arcsin \left({\frac {y}{\sqrt {x^{2}+y^{2}}}}\right)=\arccos \left({\frac {x}{\sqrt {x^{2}+y^{2}}}}\right)\\z&=z\end{aligned}}}
Molto spesso la coordinata {\displaystyle \rho } viene indicata con {\displaystyle R}.

### Sistema sferico
Un altro sistema che si può usare per orientarsi nello spazio è il sistema sferico. È formato da tre coordinate: {\displaystyle \rho }, {\displaystyle \theta } e {\displaystyle \phi }. Si considera sempre un generico punto {\displaystyle P} e la sua proiezione sul piano {\displaystyle XY} chiamata {\displaystyle Q}. Con {\displaystyle \rho } questa volta si indica la distanza di {\displaystyle P} dall'origine e {\displaystyle \theta } è l'angolo che {\displaystyle {\vec {\rho }}} forma con il semiasse positivo delle {\displaystyle Z}, chiamato angolo di inclinazione. Indicando invece con {\displaystyle {\vec {\rho }}\ '} il vettore che collega l'origine con il punto {\displaystyle Q}, si ha che {\displaystyle \phi } individua l'angolo che quest'ultimo vettore forma con l'asse {\displaystyle X}, detto azimut.
Per passare da un sistema sferico ad uno rettangolare si usano le seguenti uguaglianze:
{\displaystyle x=\rho \ \sin \theta \ \cos \phi }
{\displaystyle y=\rho \ \sin \theta \ \sin \phi }
{\displaystyle z=\rho \ \cos \theta }
Per passare da coordinate cartesiane a sferiche:
{\displaystyle \rho ={\sqrt {x^{2}+y^{2}+z^{2}}}}
{\displaystyle \phi \ =\arctan \left({\frac {y}{x}}\right)=\arcsin \left({\frac {y}{\sqrt {x^{2}+y^{2}}}}\right)}
{\displaystyle \theta \ =\arccos \left({\frac {z}{\sqrt {x^{2}+y^{2}+z^{2}}}}\right)=\operatorname {arccot} \left({\frac {z}{\sqrt {x^{2}+y^{2}}}}\right)}
Anche con questo sistema spesso si usa la lettera {\displaystyle r} al posto della lettera {\displaystyle \rho }.

#### Base coordinata
A partire dal sistema di coordinate sferiche si può definire una nuova base vettoriale in ogni punto dello spazio mediante i vettori tangenti alle linee coordinate. Sia
{\displaystyle {\tilde {X}}(r,\theta ,\phi )=(r\sin(\theta )\cos(\phi ),r\sin(\theta )\sin(\phi ),r\cos(\theta ))=(x,y,z),}
allora la base naturale dello spazio tangente (isomorfo a {\displaystyle \mathbb {R} ^{3}}) è data dai tre vettori:
{\displaystyle {\frac {\partial {\tilde {X}}}{\partial {r}}}={\begin{pmatrix}\sin \theta \cos \phi \\\sin \theta \sin \phi \\\cos \theta \end{pmatrix}}={\widehat {r}};\qquad {\frac {\partial {\tilde {X}}}{\partial {\theta }}}={\begin{pmatrix}r\cos \theta \cos \phi \\r\cos \theta \sin \phi \\-r\sin \theta \end{pmatrix}}=r\,{\widehat {\theta }};\qquad {\frac {\partial {\tilde {X}}}{\partial {\phi }}}={\begin{pmatrix}-r\sin \theta \sin \phi \\r\sin \theta \cos \phi \\0\end{pmatrix}}=r\sin \theta \,{\widehat {\phi }}.}
Definendo inoltre
{\displaystyle R_{i,j}={\begin{pmatrix}{\widehat {x}}\cdot {\widehat {r}}&{\widehat {x}}\cdot {\widehat {\theta }}&{\widehat {x}}\cdot {\widehat {\phi }}\\{\widehat {y}}\cdot {\widehat {r}}&{\widehat {y}}\cdot {\widehat {\theta }}&{\widehat {y}}\cdot {\widehat {\phi }}\\{\widehat {z}}\cdot {\widehat {r}}&{\widehat {z}}\cdot {\widehat {\theta }}&{\widehat {z}}\cdot {\widehat {\phi }}\\\end{pmatrix}}={\begin{pmatrix}\sin \theta \cos \phi &\cos \theta \cos \phi &-\sin \phi \\\sin \theta \sin \phi &\cos \theta \sin \phi &\cos \phi \\\cos \theta &-\sin \theta &0\\\end{pmatrix}}}
la matrice del cambio di coordinate da {\displaystyle {\widehat {x_{j}}}=(x,y,z)} a {\displaystyle {\widehat {x}}_{j}^{*}=(r,\theta ,\phi )}, si ha che un vettore di {\displaystyle \mathbb {R} ^{3}}può essere scritto nei due sistemi di coordinate come
{\displaystyle U=\sum _{j=1}^{3}u_{j}{\widehat {x_{j}}}=\sum _{k=1}^{3}\sum _{j=1}^{3}u_{j}^{*}R_{j,k}{\widehat {x_{k}^{*}}}.}
Poiché {\displaystyle R_{i,j}} manda un sistema di coordinate ortonormali levogiro in un altro, si ha {\displaystyle R^{T}R=\mathrm {Id} .}
Esprimendo in modo esplicito le relazioni tra i versori di base si ottiene:
{\displaystyle {\hat {r}}=\sin \theta \,\cos \phi \,{\hat {x}}+\sin \theta \,\sin \phi \,{\hat {y}}+\cos \theta {\hat {z}};\qquad {\hat {r}}=\sin \theta \,\cos \phi \,{\hat {x}}+\sin \theta \,\sin \phi \,{\hat {y}}+\cos \theta {\hat {z}}}
{\displaystyle {\hat {\theta }}=\cos \theta \,\cos \phi \,{\hat {x}}+\cos \theta \,\sin \phi \,{\hat {y}}-\sin \theta {\hat {z}};\qquad {\hat {\theta }}=r\cos \theta \,\cos \phi \,{\hat {x}}+r\cos \theta \,\sin \phi \,{\hat {y}}-r\sin \theta {\hat {z}}}
{\displaystyle {\hat {\phi }}=-\sin \phi \,{\hat {x}}+\cos \phi \,{\hat {y}};\qquad {\hat {\phi }}=-r\sin \theta \,\sin \phi \,{\hat {x}}+r\sin \theta \,\cos \phi \,{\hat {y}}}
e inversamente
{\displaystyle {\hat {x}}=\sin \theta \,\cos \phi \,{\hat {r}}+\cos \theta \,\cos \phi \,{\hat {\theta }}-\sin \phi \,{\hat {\phi }};\qquad {\hat {x}}=\sin \theta \,\cos \phi \,{\hat {r}}+{\frac {1}{r}}\cos \theta \,\cos \phi \,{\hat {\theta }}-{\frac {1}{r\sin \theta }}\sin \phi \,{\hat {\phi }}}
{\displaystyle {\hat {y}}=\sin \theta \,\sin \phi \,{\hat {r}}+\cos \theta \,\sin \phi \,{\hat {\theta }}+\cos \phi \,{\hat {\phi }};\qquad {\hat {y}}=\sin \theta \,\sin \phi \,{\hat {r}}+{\frac {1}{r}}\cos \theta \,\sin \phi \,{\hat {\theta }}+{\frac {1}{r\sin \theta }}\cos \phi \,{\hat {\phi }}}
{\displaystyle {\hat {z}}=\cos \theta \,{\hat {r}}-\sin \theta \,{\hat {\theta }};\quad {\hat {z}}=\cos \theta \,{\hat {r}}-{\frac {1}{r}}\sin \theta \,{\hat {\theta }}}
In fisica delle particelle in alcuni casi si preferisce usare in luogo dell'angolo polare {\displaystyle \theta } la pseudorapidità definita come
{\displaystyle \eta =-\ln \left[\tan \left({\frac {\theta }{2}}\right)\right].}